# Горінов Олексій Олександрович
Олексій Олександрович Горінов (26 липня 1961, Москва) - російський політик, муніципальний депутат Красносельского району міста Москви. 8 липня 2022 року Горінов був засудженний за статтею 207.3 КК РФ на сім років позбавлення волі через спрямований против вiйни вислів. Він став першою людиною, яка отримала за цією статтею реальне покарання у вигляді позбавлення волі. Визнаний політичним в'язнем.

## Біография
Народився 26 липня 1961 року у Москві. У 1984 році закінчив Московський інститут інженерів геодезії, аерофотозйомки та картографії, у 2004 році - Московську державну юридичну академію.
В 1990-1993 роках він знаходиться на посаді муніципального депутата від Дзержинського району міста Москви. С 2017 року-муніципальний депутат віже від Красносільського району міста Москви. Є учасником руху “Солідарність”. Також працював генеральним директором ЗАТ «Вейнетт Трейдинг».

## Кримінальне провадження за антивоєнне висловлювання

### Засідання ради депутатів
15 березня 2022 року, невдовзі після початку вторгнення Росії в Україну, на п’ятому засідання Ради депутатів муніципального округу Красносільського району при погодженні зведеного календарного плану відносно дозвільної, соціально-виховної, фізкультурно-оздоровчої та спортивної роботи із населенням за місцем проживання в Красносільскому районі на II квартал 2022 року обговорювалось проведення конкурсу дитячих малюнків.
Текст антивоєнного виступу Горінова:
|  | Я вважаю, що не потрібно приймати цей план. Про який відпочинок та про які розваги зараз може йти мова, коли ми перейшли до абсолютно іншого способу життя, коли на території сусідньої суверенної держави зараз йдуть бойові дії, наша країна проводить агресію? Про який дитячий конкурс малюнків може йти мова, або про організацію танцювальних програм, присвячених Дню Перемоги, коли в нас кожен день гинуть діти (для інформації скажу, що близько 100 дітей загинули в Україні), діти стають сиротами, а онуки та правнуки учасників Другої світової війни зараз кинуті в пекло цих бойових дій на території України. Я вважаю, що всі зусилля громадянського суспільства повинні бути направлені тільки на те, щоб зупинити війну та вивести війська Росії з території України. Якби пункти плану були присвячені цим питанням, я б із задоволенням проголосував. У цьому виді особисто я голосувати не буду, а далі на ваш розсуд <…> Я вважаю, це головне питання громадянського суспільства. Зупинити війну, вивести війська з території сусідньої держави, зупинити агресивні дії. |

Горінов висловився, що в часи війни з Україною такий конкурс буде виглядати як «пир во время чумы». Його підтримала голова муніципального округу Єлена Котьоночкіна, відносно якої також відкрили кримінальну справу, вона залишила Росію. Протягом засідання Горінов назвав вторгнення Росії війною, а не “спеціальною воєнною операцією”, та повідомив про те, що в Україні гинуть діти.
За антивоєнні висловлювання відносно Горіна відкрили кримінальне провадження за статтею КК РФ 207.3 (розповсюдження завідомо неправдивої інформації про дії Збройних сил РФ з обтяжуючими обставинами) - за версією слідства, злочин був скоєний за попередньою змовою, з використанням службового положення та з мотивів ненависті або ворожнечі.

### Хід кримінального провадження
26 квітня 2022 року співробітники силових органів затримали Горінова, а також провели обшук у його домі та у раді депутатів. Розслідування кримінальної справи тривало 5 днів - з 26 квітня по 1 травня.
Перше слухання у справі Горінова відбулося 1 червня в Мещанському районному суді Москви. Прокурор просив продовжити арешт Горинову на 6 місяців, але той повідомив, що у нього туберкульоз, а в СІЗО йому не надали належної медичної допомоги, але суддя задовольнив клопотання про продовження арешту.
Суд у справі Горінова оголосили частково закритим: прокуратура оголосила, що глядачі та журналісти могли б утворювати “психологічний тиск” на свідків зі сторони обвинувачення. 
Прокуратура оголосила, що Горінов та Котьоночкіна протягом слухання знаходились в умисній змові з метою “дискредитації” російських військових. 
Адвокат Горінова заявив, що вимоги Роскомнадзору не називати війну війною розповсюджуються тільки на ЗМІ, і в жодному законі не знаходиться вимоги дотримувати його звичайним громадянам.
8 липня 2022 року суддя Мєщанського суду Олеся Менделєєва винесла Горінову вирок строком на 7 років позбавлення волі. Відбувати покарання Горінов буде в колонії загального режиму.
Протягом слухання Горінов відкрито висловився проти вторгнення Росії в Україну: «Я вважаю, що Росія вичерпала свій ліміт на війни ще в XX столітті. Однак наше сьогодення - це Буча, Ірпінь, Гостомель. Чи знайомі вам ці назви? Вам, сторона звинувачення! Дізнайтеся про це та не кажіть потім, що нічого не знали. Росія веде військові дії протягом п'яти місяців, стидливо називаючи їх спеціальною операцією. Нам обіцяють перемогу і славу. Тоді чому багато з моїх співгромадян відчувають стид та провину? Чому в нашої країни з'явилося так багато ворогів? Можливо, з нами щось не так? Давайте обговоримо це. Насправді, я це зробив на засіданні ради депутатів. І мене підтримала більшість присутніх. І тепер я у суді.»
На засіданні 19 вересня 2022 року Олексію зменшили покарання на один місяць після пом'якшення вироку його термін ув'язнення становить 6 років і 11 місяців. Це сталося через зміну формулювання звинувачення депутата - з нього було вилучено версію про те, що "група осіб" (а саме Горінов і Котьоночкіна) "діяла за попередньою змовою".
Промовляючи своє останнє слово, Горінов вибачився перед народом України за те, ще не зміг зупинити війну, а також заявив, що можливість суду відкривати кримінальні справи щодо пацифістських вісловлювань - «позор для нашей страны»
В кінці листопада 2022 року Горінова перевели до ІК-2 населеного пункту Покров у Володимирській області. Тут вже відбували покарання громадський активіст Костянтин Котов та політик Олексій Навальний. Адвокат Марія Ейсмонт раніше займалась справою Котова і неодноразово відвідувала ІК-2: вона вважає, що в Покровській колонії роблять все, щоб ізолювати політичних в'язнів від сторони захисту.

### Оцінки вироку
У 2022 році незалежний правозахисний проект “Підтримка політв’язнів. Меморіал” визнав Олексію Горінова політичним в’язнем.
За словами заступника директора правозахисної організації Amnesty International у Східній Європі та Центральной Азії Брюса Міллара, вирок є «неправомірною розправою за висловлювання своєї думки», а Горинов «не вчинив жодного міжнародно визнаного злочину, назвавши розпочату Володимиром Путіним війну проти України тим, чим вона є насправді — злочинною війною».
За думкою правозахисниці Марини Літвінович, вирок у справі Горинова є показовим і спрямованим на залякування депутатів та інших державних службовців, щоб жоден представник влади не наважувався говорити щось проти війни.
Сам Горинов вважає, що визначений судом розмір покарання неспівмірний з розміром завданої Росією шкоди Україні: «Не уявляєте, скільки це? Але пригадайте, скільки людей постраждало від війни в Україні, віднявши у кожного роки мирного, звичайного життя - а у когось і життя взагалі! - і помножте. Відчуйте, зрозумійте космічний масштаб подій, про які йдеться тут. Такий самий масштаб відповідальності, яка лежить на кожному, - включаючи мене. І найменше, що я можу зробити, - називати речі своїми іменами».

## Справа про виправдання тероризму
Справу було порушено восени 2023 року; за версією слідства, у розмові з іншим ув'язненим у тюремній лікарні Олексій виправдовував оголошений у Росії терористичною організацією український полк «Азов», вибух Кримського мосту та дії спецпідрозділу ГУР України «Кракен».
Адвокат Олексія вважає показання свідків отриманими незаконно, шляхом провокації — у січні 2023 року в палаті Горінова встановили телевізор і підселили до нього інших ув'язнених, які цікавилися його думкою з приводу новин. У зізнаваннях свідків є нестиковки, з іншого боку, протоколи допитів свідків ідентичні аж до пунктуаційних помилок, з 14 годин аудіозаписів за 20 днів склад злочину було знайдено у двох фразах.
Горінов провину не визнав, але в останньому слові зазначив, що його «провина полягає в тому, що я, як громадянин своєї країни, припустився цієї війни, не зміг її зупинити. І прошу відзначити це у вироку. Але я хотів би, щоб мою провину та відповідальність розділили зі мною також організатори, учасники, прихильники війни, а також переслідувачі тих, хто виступає за мир».
У листопаді 2024 року 2-й Західний окружний військовий суд засудив Олексія ще до трьох років у колонії суворого режиму.  Після набуття чинності нового вирока Горінов має провести у суворих умовах утримання сумарно (в результаті двох вироків) п'ять років.
15 квітня 2025 року до Конституційного Суду Російської Федерації у зв'язку зі справою Олексія Горінова було подано скаргу на порушення даною статтею конституційних прав і свобод громадян.

### Погіршення здоров’я
До взяття під варту в Олексія було слабке здоров'я: кілька років тому до потрапляння до СІЗО він переніс операцію на легенях. Через умови тюремного ув'язнення та неможливість отримати повноцінну медичну допомогу стан Горінова погіршився, 9 грудня 2022 року депутат захворів. Після дводенного відвідування медчастини Олексій не пішов на виправлення, у нього збереглися висока температура і задишка.
Як повідомляє інтернет-видання «Радіо Свобода», після громадського резонансу тюремне керівництво погодилося перевести Горінова до лікарні ФКУ ІК-3 Володимирської області. Колонія, при якій знаходиться лікарня, відома своїми тортурами — сюди ж у квітні 2021 року на лікування привозили політика Олексія Навального.
Згідно з повідомленнями правозахисників, Олексія Горiнова утримують у тортурних умовах: у холодній камері без матрацу, ковдри та гарячої води, на обліку як нібито схильного до втечі та до суїциду (що тягне за собою побудки кожні дві години), відмовляючи у зустрічах з рідними та в листуванні, 2023 року), регулярно розміщуючи в ШІЗО (зокрема, 48 днів поспіль у 2023 році). У листопаді 2024 року у зв'язку з другою справою Горінов ще до винесення вироку був поставлений на облік як схильний до терористичних актів.

## Сім’я
Одружений, має сина.

## Міжнародне визнання
У листопаді 2022 року Горінов отримав премію Магнитського. ЇЇ дають починаючи з 2015 року громадським діячам, котрі зробили вклад в боротьбу за права людини.
На початку січня 2023 року 34 депутати Європейського парламенту написали лист у підтримку Олексія Горінова, в якому висловили солідарність депутату в “стремлении к свободной и мирной России”.
20 та 21 січня більш ніж в 20 країнах пройшли акції на підтримку політичних в’язнів у Росії, в ході котрих був згаданий Горін.
У лютому 2023 року ООН у відповідь на скаргу правозахисників, закликакла негайно звільнити Олексія Горінова та потребувала від російської влади провести незалежне розслідування.